# Hilton Baton Rouge Capitol Center
Pour les articles homonymes, voir Capitol.
L'Hilton Baton Rouge Capitol Center est un hôtel américain situé à Baton Rouge, en Louisiane. Cet établissement d'Hilton Hotels & Resorts est inscrit au Registre national des lieux historiques depuis le 20 mai 1982. Il est membre des Historic Hotels of America depuis 2007 et des Historic Hotels Worldwide depuis 2014.